# ラグビーヨーロッパインターナショナルチャンピオンシップ
ラグビーヨーロッパ・インターナショナル・チャンピオンシップ（Rugby Europe International Championships）は、ラグビーユニオンにおいて、中堅国や 発展が期待される国 が参加する国際大会である。ラグビーヨーロッパが主催する。

## 概要
2024-25大会は、計35チームが以下のように3つのレベルに分かれる。
- レベル1：チャンピオンシップ（8チーム） - シックス・ネイションズ以外のヨーロッパ上位国。グループAとグループBに分かれて競う。総合上位4チームは、ワールドカップ2027への出場権を得る。
- レベル2：トロフィー（6チーム） - レベル1の次にランクされたチーム。
- レベル3：カンファレンス（21チーム） - レベル2の次にランク。5つのプールに分かれて競う。

## 歴代順位（レベル1）
上位ディビジョン（レベル1）のチームの順位表。2022年までは6チーム、2023年からは8チーム（2プールに分ける）で実施。
| European Nations Cup (2000–2016)                     |                  |                                           |                               |            |            |            |            |          |            |               |
| First Division（6チーム）                            |                  |                                           |                               |            |            |            |            |          |            |               |
| 回                                                   | シーズン         | 優勝                                      | 準優勝                        | 3位        | 4位        | 5位        | 6位        |          |            | 備考          |
| 1                                                    | 2000             | ルーマニア                                | ジョージア                    | モロッコ   | スペイン   | ポルトガル | オランダ   |          |            | [ 1 ]         |
| 2                                                    | 2000-01          | ジョージア                                | ルーマニア                    | ロシア     | スペイン   | ポルトガル | オランダ   |          |            | [ 2 ]         |
| 3                                                    | 2001-02          | ルーマニア                                | ジョージア                    | ロシア     | ポルトガル | スペイン   | オランダ   |          |            | [ 3 ]         |
| 3                                                    | 2001-02          | ワールドカップ2003出場権獲得              |                               | ロシア     | ポルトガル | スペイン   | オランダ   |          |            | [ 3 ]         |
| 4                                                    | 2002-04          | ポルトガル                                | ルーマニア                    | ジョージア | ロシア     | チェコ     | スペイン   |          |            | [ 4 ]         |
| 5                                                    | 2005-06          | ルーマニア                                | ジョージア                    | ポルトガル | ロシア     | チェコ     | ウクライナ |          |            | [ 5 ]         |
| 5                                                    | 2005-06          | ワールドカップ2007出場権獲得              |                               | ポルトガル | ロシア     | チェコ     | ウクライナ |          |            | [ 5 ]         |
| 6                                                    | 2007-08          | ジョージア                                | ロシア                        | ルーマニア | スペイン   | ポルトガル | チェコ     |          |            | [ 6 ]         |
| 7                                                    | 2009             | ジョージア                                | ロシア                        | ポルトガル | ルーマニア | スペイン   | ドイツ     |          |            | [ 7 ]         |
| 8                                                    | 2010             | ルーマニア                                | ジョージア                    | ロシア     | ポルトガル | スペイン   | ドイツ     |          |            | [ 7 ]         |
| ‐                                                    | 2009-10 総合順位 | ジョージア                                | ロシア                        | ルーマニア | ポルトガル | スペイン   | ドイツ     |          |            | [ 7 ]         |
| ‐                                                    | 2009-10 総合順位 | ワールドカップ2011出場権獲得              |                               | ルーマニア | ポルトガル | スペイン   | ドイツ     |          |            | [ 7 ]         |
| Division 1A（6チーム）                               |                  |                                           |                               |            |            |            |            |          |            |               |
| 9                                                    | 2011             | ジョージア                                | ルーマニア                    | ポルトガル | ロシア     | スペイン   | ウクライナ |          |            | [ 8 ]         |
| 10                                                   | 2012             | ジョージア                                | スペイン                      | ルーマニア | ロシア     | ポルトガル | ウクライナ |          |            | [ 8 ]         |
| ‐                                                    | 2011-12 総合順位 | ジョージア                                | ルーマニア                    | スペイン   | ロシア     | ポルトガル | ウクライナ |          |            | [ 8 ]         |
| 11                                                   | 2013             | ジョージア                                | ルーマニア                    | ロシア     | ポルトガル | ベルギー   | スペイン   |          |            | [ 9 ]         |
| 12                                                   | 2014             | ジョージア                                | ルーマニア                    | ロシア     | スペイン   | ポルトガル | ベルギー   |          |            | [ 9 ]         |
| ‐                                                    | 2013-14 総合順位 | ジョージア                                | ルーマニア                    | ロシア     | スペイン   | ポルトガル | ベルギー   |          |            | [ 9 ] [ 10 ]  |
| ‐                                                    | 2013-14 総合順位 | ワールドカップ2015出場権獲得              |                               | ロシア     | スペイン   | ポルトガル | ベルギー   |          |            | [ 9 ] [ 10 ]  |
| 13                                                   | 2015             | ジョージア                                | ルーマニア                    | スペイン   | ロシア     | ポルトガル | ドイツ     |          |            | [ 11 ]        |
| 14                                                   | 2016             | ジョージア                                | ルーマニア                    | ロシア     | スペイン   | ドイツ     | ポルトガル |          |            | [ 11 ]        |
| ‐                                                    | 2015-16 総合順位 | ジョージア                                | ルーマニア                    | ロシア     | スペイン   | ドイツ     | ポルトガル |          |            | [ 11 ] [ 12 ] |
| Rugby Europe International Championships (2016-現在) |                  |                                           |                               |            |            |            |            |          |            |               |
| Championship（6チーム）                              |                  |                                           |                               |            |            |            |            |          |            |               |
| 回                                                   | シーズン         | 優勝                                      | 準優勝                        | 3位        | 4位        | 5位        | 6位        |          |            | 備考          |
| 15                                                   | 2017             | ルーマニア                                | ジョージア                    | スペイン   | ロシア     | ドイツ     | ベルギー   |          |            | [ 13 ]        |
| 16                                                   | 2018             | ジョージア                                | ロシア                        | ドイツ     | ベルギー   | スペイン   | ルーマニア |          |            | [ 14 ]        |
| ‐                                                    | 2017-18 総合順位 | ジョージア · すでにRWC2019 · 出場権獲得済 | ロシア · RWC2019 · 出場権獲得 | ドイツ     | ルーマニア | スペイン   | ベルギー   |          |            | [ 15 ] [ 16 ] |
| 17                                                   | 2019             | ジョージア                                | スペイン                      | ルーマニア | ロシア     | ベルギー   | ドイツ     |          |            | [ 17 ] [ 18 ] |
| 18                                                   | 2020             | ジョージア                                | スペイン                      | ルーマニア | ポルトガル | ロシア     | ベルギー   |          |            | [ 19 ] [ 20 ] |
| 19                                                   | 2021             | ジョージア                                | ルーマニア                    | ポルトガル | スペイン   | ロシア     | オランダ   |          |            | [ 21 ] [ 22 ] |
| 20                                                   | 2022             | ジョージア                                | スペイン                      | ルーマニア | ポルトガル | オランダ   | ロシア     |          |            | [ 23 ] [ 24 ] |
| ‐                                                    | 2021-22 通算順位 | ジョージア                                | ルーマニア                    | ポルトガル | スペイン   | ロシア     | オランダ   |          |            | [ 25 ]        |
| ‐                                                    | 2021-22 通算順位 | ワールドカップ2023出場権獲得              |                               | ポルトガル | スペイン   | ロシア     | オランダ   |          |            | [ 25 ]        |
| Championship（8チーム）                              |                  |                                           |                               |            |            |            |            |          |            |               |
| 回                                                   | シーズン         | 優勝                                      | 準優勝                        | 3位        | 4位        | 5位        | 6位        | 7位      | 8位        | 備考          |
| 21                                                   | 2023             | ジョージア                                | ポルトガル                    | ルーマニア | スペイン   | オランダ   | ドイツ     | ベルギー | ポーランド | [ 26 ] [ 27 ] |
| 22                                                   | 2024             | ジョージア                                | ポルトガル                    | ルーマニア | スペイン   | オランダ   | ドイツ     | ベルギー | ポーランド | [ 28 ]        |
| 23                                                   | 2025             | ジョージア                                | スペイン                      | ルーマニア | ポルトガル | ベルギー   | オランダ   | スイス   | ドイツ     | [ 29 ]        |
| 23                                                   | 2025             | ワールドカップ2027出場権獲得              |                               |            |            | ベルギー   | オランダ   | スイス   | ドイツ     | [ 29 ]        |

## チーム別成績
2025年大会まで全22回の集計。
| チーム     | 優勝 | 準優勝 | 3位 |
| ---------- | ---- | ------ | --- |
| ジョージア | 17   | 5      | 1   |
| ルーマニア | 5    | 9      | 7   |
| ポルトガル | 1    | 2      | 4   |
| ロシア     | 0    | 3      | 6   |
| スペイン   | 0    | 4      | 2   |
| ドイツ     | 0    | 0      | 1   |
| モロッコ   | 0    | 0      | 1   |
| 計         | 22   | 22     | 22  |

## 歴史
1934年、フランスラグビー連盟を中心として、国際ラグビーアマチュア連盟（Fédération Internationale de Rugby Amateur、FIRA）が設立された。設立時の加盟国は、フランス、イタリア、スペイン、ベルギー、ポルトガル、カタルーニャ、ルーマニア、オランダ、ドイツ。当時は、IRFB（国際ラグビーフットボール評議会、現在のワールドラグビー）への対抗組織であった。
1936年、FIRAが「FIRA Tournament（FIRAトーナメント）」 を開始した。初回参加国はフランス、ナチス政権下のドイツ、イタリア、ルーマニア。この大会は3年（3回）行われ、第二次世界大戦のため終了した。大戦後、1952年と1954年に「European Cup（ヨーロピアン・カップ）」を開催（フランス、イタリア、西ドイツ、スペイン、ベルギーなどが参加した）。
FIRAは、ファイブネイションズ（イングランド・アイルランド・スコットランド・ウェールズ・イタリア）以外の ヨーロッパ各国を対象に、1965年にFIRA Nations Cup（FIRAネイションズ・カップ）を創設し、1974年にFIRA Trophy（FIRAトロフィー）へと発展させた。1996年にはFIRA Tournament（FIRAトーナメント）を設置。
長らくFIRAはIRFBと対立状態にあったが、1947年からフランスがファイブネイションズ（現シックス・ネイションズ）に参加していたほか、1990年代に入るとお互いの交流が大きくなる。それによりFIRA加盟協会のIRFB加盟が認められると、1994年にはFIRAはIRFBの事実上の傘下組織となった。
1999年、FIRAは、IRB（国際ラグビー評議会、現在のワールドラグビー）の傘下に入り、ヨーロッパ地域の統括を意味する「Association Européenne de Rugby（ヨーロッパラグビー協会）」の名称を加えて、FIRA-AERとなる。
2000年、イタリアがシックス・ネイションズに参加しFIRA-AERが主催していたヨーロッパ大会から離れたため、は、ヨーロピアン・ネイションズ・カップ（European Nations Cup）へと改編され、現在の形式となる。 
2014年、FIRA-AERは「ラグビーヨーロッパ」へと改称。
2017年から、国際大会ヨーロピアン・ネイションズ・カップの名称を、現在のラグビーヨーロッパ・インターナショナル・チャンピオンシップ（Rugby Europe International Championships）に変更した。
2022年、ロシアのウクライナ侵攻が始まり、ワールドラグビーはロシアを資格停止処分とし、ラグビーヨーロッパ・インターナショナル・チャンピオンシップ2023年大会からロシアは参加していない。